# Велько Батрович
Велько Батрович (чорн. Veljko Batrović / Вељко Батровић, нар. 5 березня 1994, Подгориця) — чорногорський футболіст, півзахисник клубу «Морнар». Виступав також за клуб «Відзев» та молодіжну збірну Чорногорії.

## Клубна кар'єра
Народився 5 березня 1994 року в місті Подгориця. Вихованець юнацьких команд футбольних клубів «Бубамара», «Партизан» та «Могрен». У дорослому футболі дебютував 2010 року виступами за команду «Зета», в якій провів один сезон, взявши участь в одному матчі чемпіонату.
У січні 2012 року Батрович підписав контракт на 3,5 роки з клубом «Відзев» (Лодзь) і дебютував в Екстракласі 31 березня 2012 року в матчі проти «Руха» з Хожува, який завершився поразкою з рахунком 1:2. Через численні травми та пов'язану з ними реабілітацію протягом наступних 1,5 років він зіграв лише 7 матчів у чемпіонаті і лише у сезоні 2013/14 він почав регулярно грати в стартовому складі за команду з Лодзя. В кінці сезону «Відзев», який боровся з фінансовими проблемами, вилетів до Першої ліги, а 2015 році вилетів і до Другої ліги.
У липні 2015 року він підписав трирічний контракт зі словенським клубом «Заврч». 7 серпня 2015 року він вперше вийшов у Першій словенській Лізі у матчі проти клубу «Крка», який завершився поразкою з рахунком 0:1. У сезоні 2015/16 років він був основним гравцем у стартовому складі та зіграв 25 матчів, забивши 6 голів. В кінці сезону клуб зіграв у плей-оф за право залишитися в Першій лізі, перемігши за сумою двох матчів «Алюміній». Незважаючи на збереження прописки в еліті, Велько влітку 2016 року перейшов до іншого місцевого клубу «Домжале», який шукав атакувального півзахисника після відходу Матица Чрница. У сезоні 2016/17 років він зіграв 10 матчів у чемпіонаті та виграв Кубок Словенії, після чого розірвав контракт за взаємною згодою. 
У листопаді 2017 року він приєднався до «Кршко», де зіграв лише 4 матчі у чемпіонаті, тому у січні 2018 року він перейшов до болгарського «Етиру». 17 лютого 2018 року він дебютував у у матчі чемпіонату проти «Септемврі» (3:3), в якому він забив гол. Наступні півтора сезони він провів у цьому клубі та зіграв загалом 41 матч у лізі, забивши 11 голів. 
У червні 2019 року Батрович підписав дворічний контракт з сербськими «Радничками» (Ниш). Він провів пів сезони у цьому клубі, після чого покинув Сербію, а в лютому 2020 року підписав контракт з болгарською командою другого дивізіону «Септемврі» (Софія). Втім, через припинення чемпіонату через пандемію Covid-19 Велько не зміг дебютувати за софійців та незабаром покинув команду.
У липні 2020 року Батрович перейшов до грецької команди другого дивізіону «Панахаїкі» і наступні три роки він провів у Греції, змінивши кілька клубів, а в серпні 2023 року повернувся до чорногорського футболу та підписав контракт з «Будучностю».
На початку 2024 року став гравцем «Сутьєски», а вже влітку перейшов до складу клубу «Морнар». Станом на 1 червня 2025 року відіграв за клуб з Бара 25 матчів в національному чемпіонаті.

## Виступи за збірну
Протягом 2013—2016 років залучався до складу молодіжної збірної Чорногорії. На молодіжному рівні зіграв у 2 офіційних матчах.

## Досягнення
- Володар Кубка Словенії: 2016/17